# San Judas Tadeo (khu tự quản)
San Judas Tadeo là một khu tự quản thuộc bang Táchira, Venezuela. Thủ phủ của khu tự quản San Judas Tadeo đóng tại Umuquena. Khự tự quản San Judas Tadeo có diện tích 261 km2, dân số theo điều tra dân số ngày 21 tháng 10 năm 2001 là 6801 người.